# Second Morning
Second Morning (セカンドモーニング) es el segundo álbum de estudio del grupo Idol de J-Pop, Morning Musume. Fue lanzado el 28 de julio de 1999 y vendió un total de 428 990 copias. Fue lanzado en dos versiones, en CD y Minidisco. El álbum incluyó el primer sencillo de Morning Musume en convertirse en #1, Daite Hold on Me!..

## Canciones
1. "Night of Tokyo City" – 4:11
2. "Manatsu no Kōsen (Vacation Mix) (真夏の光線 (Vacation Mix) A Ray of Light in Midsummer?)" – 5:06
3. "Memory Seishun no Hikari (Memory 青春の光 Memory: The Light of Youth?)" – 5:05
4. "Suki de x5 (好きで×5 I Love You ×5?)" – 4:37
5. "Furusato (ふるさと Hometown?)" – 5:18
6. "Daite Hold on Me! (N.Y.Mix) (抱いてHold on Me! (N.Y.Mix) Hold Me, Hold On Me!?)" – 4:23
7. "Papa ni Niteiru Kare (パパに似ている彼 He Who Looks Like Dad?)" – 4:42
8. "Senkou Hanabi (せんこう花火 Toy Fireworks?)" – 4:33
9. "Koi no Shihatsu Ressha (Album Version) (恋の始発列車 (Album Version) Love's First Train?)" – 4:26
10. "Otome no Shinrigaku (乙女の心理学 A Girl's Psychology?)" – 3:34
11. "Never Forget (Large Vocal Mix)" – 4:32
12. "Da Di Du De Do Da Di! (ダディドゥデドダディ!?)" – 5:56